# Serpa
Serpa (Arabisch: Shirba) is een plaats en gemeente in het Portugese district Beja.
De gemeente heeft een totale oppervlakte van 1,107 km² en telde 16.723 inwoners in 2001.

## Geschiedenis
De stad werd veroverd tijdens de verovering van Al-Andalus door de moslims in het begin van de 8ste eeuw. In 1166 werd de stad door generaal Geraldo Geraldes veroverd en later nog eens door de Portugezen in 1232.

## Bezienswaardigheden
- Romeinse aquaduct.
- Kasteel (Castelo de Serpa) van moslim herkomst, herbouwd in de 13de eeuw.

## Plaatsen in de gemeente
- Brinches
- Pias
- Salvador (Serpa)
- Santa Maria (Serpa)
- Vale de Vargo
- Vila Nova de São Bento Aldeia Nova de São Bento
- Vila Verde de Ficalho